# 艾薇兒·拉維尼
艾薇儿·拉莫娜·拉维尼（英語：Avril Ramona Lavigne，/ˌævrɪl ləˈviːn/ AV-ril lə-VEEN，1984年9月27日—），加拿大創作歌手、词曲作家及演员，她发行了七张录音室专辑，并获得了众多奖项，其中包括八项格莱美奖提名。
16岁时，拉维尼与爱丽斯塔唱片签订了两张专辑的录音合約。她的首张录音室专辑《展翅高飞》（2002年）是21世纪加拿大歌手中最畅销的专辑，其中的单曲〈超复杂〉和〈滑板少年〉展现了“滑板朋克族”的形象，音乐出版物也因此称她为“流行朋克女王”。她被认为是促进流行朋克音乐发展的关键人物，她在21世纪初为女性主导的、受朋克影响的流行音乐发展奠定了基础。她的第二张录音室专辑《酷到骨子里》（2004年）成为拉维尼第一张在《公告牌》二百强专辑榜上夺冠的专辑，并在全球售出1,000万张。
拉维尼的第三张录音室专辑《美丽坏东西》（2007年）在全球多地夺冠，其中的首支单曲〈女朋友〉在全球大获成功，成为了她第一支在美国《公告牌》百强单曲榜上的冠军单曲。她的第四张专辑《再见摇篮曲》（2011年）和第五张专辑（2013年）同样取得了商业上的成功，在加拿大、美国和其他地区都有获得金唱片的认证。2019年，拉维尼发行了她的第六张录音室专辑《浴火重生》。三年后，她在第七张录音室专辑《愛是個爛東西》（2022）中回到了她最初的朋克根源。
除了音乐事业之外，拉维尼曾在动画电影《篱笆墙外》（2006年）中参与配音，并在电影《快餐帝国》（2006年）中首登螢幕。

## 早期生活
拉维尼生於加拿大安大略省贝尔维尔，她的母亲具有英格兰、苏格兰和德国血统，父亲让-克洛德·约瑟夫·拉维尼（Jean-Claude Joseph Lavigne）为法裔加拿大人，她的父亲以法语单词“四月”（Avril）给她取名为“艾薇儿”。拉维尼兩歲的時候，她的父亲和母亲朱迪丝-罗珊·“朱迪”·拉维尼（Judith-Rosanne "Judy" Lavigne），婚前姓洛肖（Loshaw），聽到她在从教堂回家的路上唱〈耶稣爱我〉，发现了女儿在歌唱上的才能。拉维尼有一个叫馬修（Matthew）的哥哥和一个叫米歇尔（Michelle）的妹妹，他們倆都會在艾薇兒唱歌時戲弄她，她說：“因為我要唱歌來哄自己睡覺，我哥哥敲牆來告訴我，他認為我的歌聲真的很煩人。”
5歲時，拉维尼隨家人搬到了人口约5,000的安大略省大纳帕尼。幼年时，虽然她在学校表现不佳，时常因为一些行为问题被赶出教室，但她的父母仍然支持她唱歌，她的父亲給她買了一支麥克風、一个架子鼓、一個键盘和几把吉他，並將家中的地下室改造成她的录音室。拉维尼14歲時，她的父母帶她去唱卡啦OK，她也到参加乡村集市表演，翻唱加斯·布鲁克斯、南方小鸡、仙妮亚·唐恩的歌曲。此外，她還開始自己写歌，她写的第一首歌曲叫〈Can't Stop Thinking About You〉，这是一首关于少女心思的歌，她觉得这首歌“俗气可爱”。

## 音樂事業

### 1999年–2001年：早期演出和初入樂壇
1999年，拉维尼在一个电台歌唱比赛中获胜，得到了与加拿大歌手仙妮亚·唐恩在加拿大渥太华的Corel中心面对20000名观众献唱的机会，她们合唱了〈What Made You Say That〉，且拉维尼告诉唐恩希望自己能成为“一名著名的歌手”。在Lennox社区剧院的一次演出中，她被民谣歌手史蒂夫·麦德赏识，他邀请拉维尼合唱歌曲〈Touch The Sky〉，并收录在在他1999年的专辑《Quinte Spirit》中，之后拉维尼还与他合唱了〈Temple Of Life〉和〈Two Rivers〉两首歌曲，收录于他2000年发行的专辑《My Window To You》中。
1999年12月，拉维尼在安大略省金斯顿的一家Chapters書店里翻唱乡村歌曲時，被她的第一位經紀人克里夫·法布里发现，他把拉维尼在家表演的VHS录像带發到了幾間唱片公司，之后拉维尼得到了几位唱片公司高管的关注。加拿大经纪公司Nettwerk的聯合創立人马克·乔维特，收到拉维尼在家中地下录音室的卡拉OK表演录像后，安排她在2000年夏天前往纽约与唱片制作人彼得·齐佐一起合作，期間她写了一首名為〈为什么〉的歌曲，在纽约期间拉维尼获得了爱丽斯塔唱片的注意。
2000年11月，艺术家与曲目代表肯·克隆加德邀请后来是愛麗斯塔唱片負責人的安东尼奥·“L.A.”·里德到製作人齐佐的曼哈頓录音室中聽拉维尼的演唱，里德表示15分鐘的試音使人“如此印象深刻”，並立即跟她簽定一份價值125萬美元製作兩張專輯、一份價值90萬美元预出版的合約 。這時，拉维尼自然而然地发现她的感受与在高中母校溜冰队的经历很契合——雖然她很喜歡滑板，但學校讓她感到缺乏安全感，她由此为灵感得到了她首張專輯的封面。签订了唱片合约后，在她父母的支持下，她选择退学并专注于她的音乐事业。拉维尼的乐队成员由Nettwerk挑选，他们希望找到在加拿大朋克摇滚现场表演的年轻且积极向上的表演者，以符合拉维尼的个性。

### 2002年–2003年：《展翅高飞》

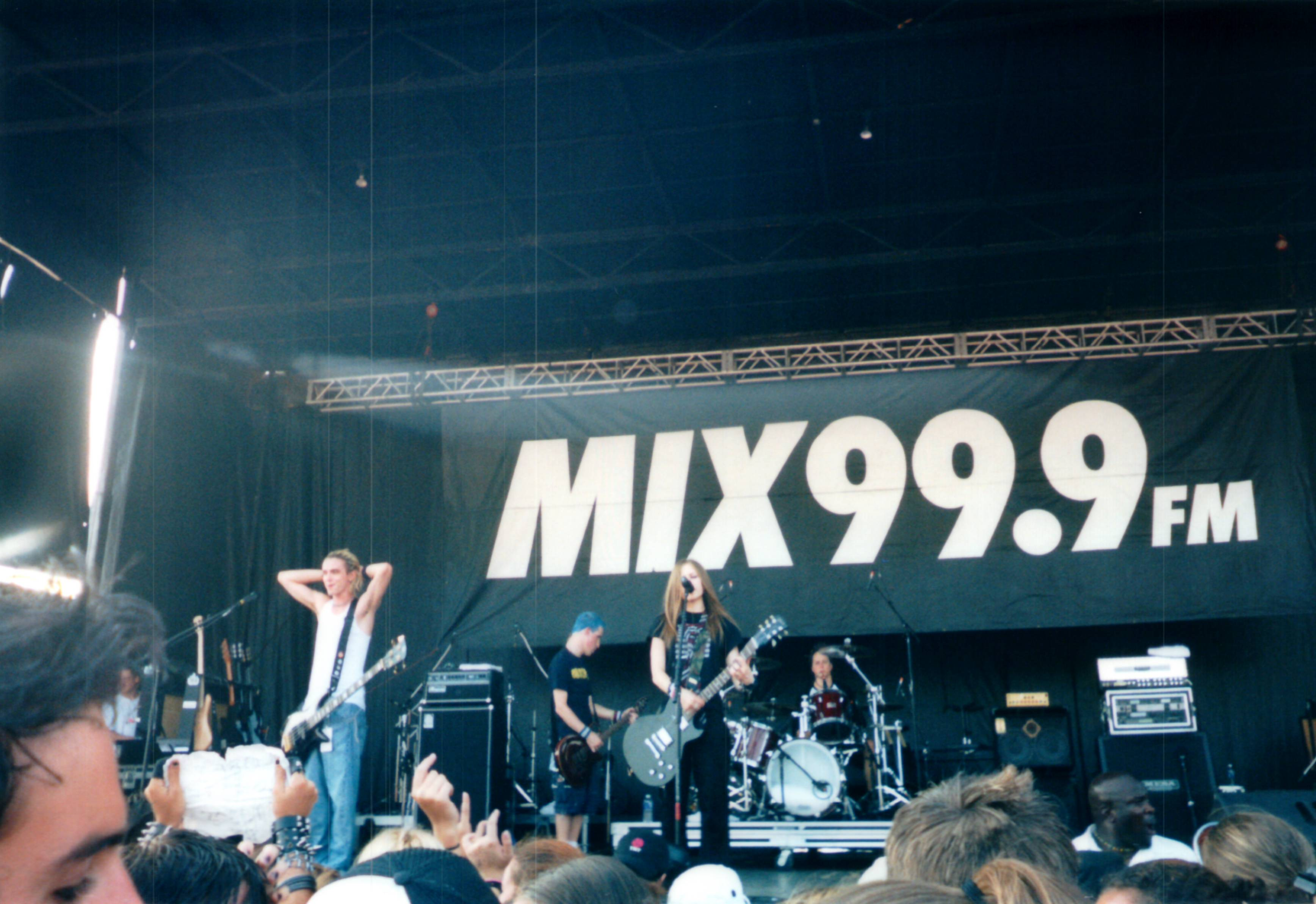
2002年9月，拉维尼在加拿大多伦多表演

里德讓艺术家与曲目代表约书亚·萨鲁宾負責監督拉维尼的事业發展和她首張專輯的錄製工作，他們在紐約花了幾個月的時間跟不同的合作者一起发掘屬於拉维尼獨有的聲音。萨鲁宾与HitQuarters谈论了开始阶段的困难，尽管与包括萨贝尔·布里尔、柯特·弗斯卡和彼得·齐佐在内的歌曲制作人合作了一些优秀的歌曲，但都不能和她与她的声音相衬。直到2001年5月，拉维尼来到洛杉矶与The Matrix创作团队创作了两首歌曲，其中包括后来作为专辑首支单曲的〈超复杂〉，唱片公司認為她在创作方面取得了重大突破，拉维尼除了与The Matrix合作外，还和唱作歌手克里夫·马格尼斯合作，首张专辑《展翅高飞》的录制工作于2002年1月完成。
2002年6月，拉维尼在美国发行了《展翅高飞》，专辑在《公告牌》二百强专辑榜上达到了第二位，在澳大利亚、加拿大以及英国的专辑榜上都拿下了冠军专辑，同时17岁的拉维尼在当时的英国专辑排行榜创造了获得冠军专辑的最年轻女歌手的记录。2002年末，专辑被美国唱片业协会认证为四白金唱片，使她成為2002年最暢銷的女歌手，並使《展翅高飞》成為年度最暢銷的首張发行的專輯。2003年5月，专辑在加拿大售出了1百万张，得到了加拿大音乐协会的钻石专辑认证。截至2009年，专辑在全球售出1,600万张，2018年3月获得美国唱片业协会7×白金唱片认证。
拉维尼专辑的首支单曲《超复杂》在澳大利亚单曲榜上最高获得榜首，在美国《公告牌》百强单曲榜上最高取得第二位，在加拿大是2002年最畅销的单曲之一，同时也是美国2000年代里的大热单曲，其随后的单曲〈滑板少年〉、〈跟随你〉也在美国进入了歌曲榜前十，这三支单曲还使她成为了历史上第二位在首张专辑中有三支单曲进入《公告牌》的主流四十强单曲榜前十名的艺人。艾薇儿在2002年MTV音乐视频大奖上以歌曲〈超复杂〉被提名了最佳新人，在2003年的朱诺奖上六提四中，在世界音乐奖上获得了世界上最畅销加拿大艺人的奖项，并获得了八项格莱美奖的提名，包括最佳新人和关于歌曲〈超复杂〉的年度歌曲。
2002年，拉维尼在流行朋克乐队Treble Charger歌曲《Hundred Million》的音乐视频中客串演出。2003年3月，拉维尼為《滾石》杂志拍攝封面。5月，她在MTV's Icon上表演歌曲〈极速青春〉，向金属乐队致敬 。在她的首个巡回演唱会讓我閉嘴巡迴演唱會期间，她翻唱了绿日乐队的歌曲〈神经衰弱〉。

### 2004年–2005年：《酷到骨子里》

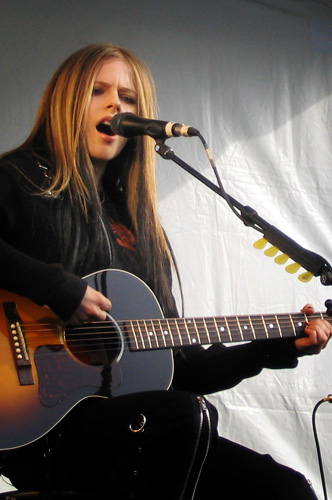
2004年，拉维尼在宣传《酷到骨子里》期间于加拿大温哥华的商場作秘密巡迴演出

拉维尼的第二张专辑《酷到骨子里》于2004年5月發行，并在澳大利亚、加拿大、日本、英国及美国的专辑榜上夺冠。这张专辑在加拿大获得了5×白金的认证，在全球销量已达1,000万张，其中美国售出了320万张。拉维尼與加拿大唱作歌手香岱儿·科维亚祖克合作了专辑内的大部分歌曲，拉维尼的丈夫、和平圣母乐队主唱雷恩·梅达、布奇·沃克以及多恩·吉尔莫尔也都参与了专辑的制作。拉维尼表示《酷到骨子里》证明了她作为词曲作家的能力，她说道：“每首歌曲都是来自我的个人经验，这些歌曲当中有很多（音乐上）的情感。”专辑首支单曲〈闭上你的嘴〉在英国和加拿大的单曲榜进入了前五，在澳大利亚单曲榜进入了前十。第二支单曲〈我的幸福到此为止〉在英国和澳大利亚的单曲榜进入了前五，在美国进入了《公告牌》百强单曲榜的前十并成为了电台热单的第一名。第三支单曲〈没有人的家〉在美国得到41名，這張專輯的風格比起前一張較為黑暗，但同時也添加了更多的搖滾元素。
2004年初，为了推廣專輯《酷到骨子里》，拉维尼与吉他手埃文·陶本菲德在美国和加拿大的商场进行“惊喜现场”小型不插电秘密演出。2004年末，拉维尼开始了她长达一年的首次世界巡回演唱会酷到骨子里巡回演唱会。同年，拉维尼赢得了两项世界音乐大奖，包括世界最佳流行/摇滚艺人、世界最畅销加拿大艺人的奖项；2005年，拉维尼获得了朱诺奖的五项提名，赢得了包括年度艺人的其中三项奖项；在18届尼克频道儿童选择奖上，拉维尼也赢得了最受欢迎的女歌手。
艾薇儿还参与创作了由凯莉·克拉克森为电影《公主日记2：皇室婚约》演唱的歌曲〈美梦成真〉，〈美梦成真〉于2004年年中作为单曲发行，随后被收入了克拉克森与该单曲同名的第二张录音室专辑《美梦成真》中。2004年9月，拉维尼与咕咕玩偶乐队主唱约翰·里兹尼克在Fashion Rocks活動上表演了乐队的歌曲〈Iris〉 ；不久拉维尼登上《美信》杂志2004年10月刊的封面。此外，她还为2004年11月上映的动画电影《海绵宝宝大电影》录制了主題曲，布奇·沃克也参与了歌曲的制作。

### 2006年–2011年：《美麗壞東西》与《再见摇篮曲》

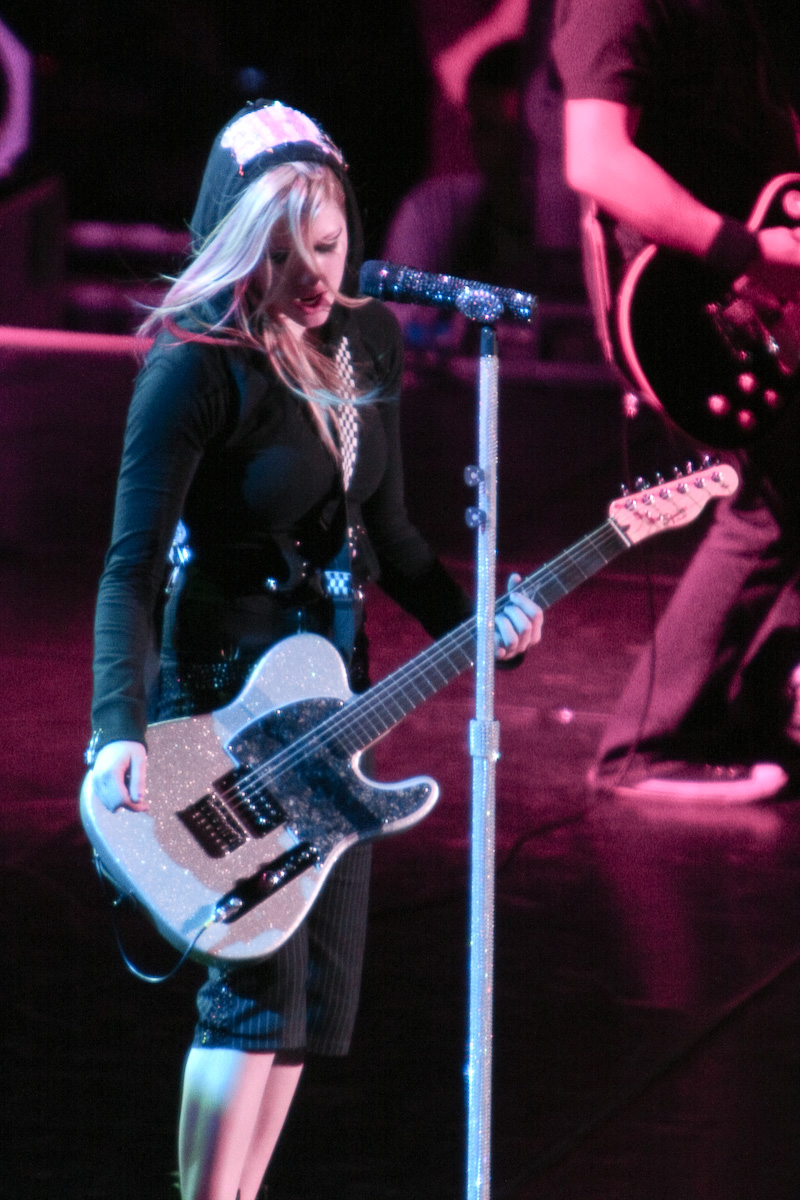
2008年，艾薇儿在美丽坏东西世界巡回演唱会北京站上表演

2006年2月，拉维尼代表加拿大出席2006年冬季奥林匹克运动会闭幕式并参与了加拿大的八分钟表演。同年，福斯娱乐集团与她联系，希望她能為2006年奇幻冒險電影《龙骑士》的原声带寫一首歌，歌曲〈坚持到底〉被收录于电影原声带并用于电影推广。
拉维尼的第三張專輯《美丽坏东西》發行於2007年4月，并首次在美国《公告牌》二百强专辑榜上获得冠军专辑，並停留兩週，随后在加拿大获得白金级别认证，专辑在美国销量超过200万张，获得了双白金唱片认证。专辑首支單曲〈女朋友〉成为了艾薇儿在美国《公告牌》百强单曲榜上获得的第一支冠军单曲，也成为了2000年代的大热单曲之一。這支單曲获得了全球性的成功，在澳大利亚、加拿大、日本的单曲榜上获得了第一位的成绩，在英國和法國的歌曲榜上获得了第二位的成绩。除了英语原版外，〈女朋友〉还被录制了西班牙语、法语、意大利语、葡萄牙语、德语、日语和汉语版本。根據国际唱片业协会的統計，〈女朋友〉是2007年全球数字下載最多的单曲，包括8種不同語言的版本，销量共730万。第二支單曲〈当你离开〉在澳大利亚和英国的单曲排行榜中进入了前五位，在加拿大進入了前10位，在美國得到24名。第三支單曲〈炽热〉在加拿大進入了前10位，在澳大利亚進入了前20位，但在美國最高排行僅為第95位。
2007年，拉维尼荣获世界最畅销加拿大艺人和世界最佳流行/摇滚女艺人两项世界音乐奖，也首次获得了两项MTV欧洲音乐大奖，并在青少年选择奖上获得了最佳夏日单曲奖项，并获得了五项朱诺奖提名。2007年12月，拉维尼在《福布斯》杂志中以年收入1200万美元“25岁以下排名前20位的收入者”中排名第8位。 2008年3月，拉维尼举行了美丽坏东西世界巡回演唱会，并第二次登上《美信》杂志的封面。8月中旬，马来西亚伊斯兰反对党马来西亚伊斯兰党批判拉维尼的舞台动作“太性感”，试图禁止拉维尼在吉隆坡举办的巡回演出，她在8月29日举行的演唱会被认为在8月31日马来西亚独立日之前宣扬错误的价值观，2008年8月21日，MTV报道称这场演唱会已经得到了马来西亚政府的批准。
2010年1月，拉维尼与迪士尼服装设计合作设计了蒂姆·伯顿导演的電影《爱丽丝梦游仙境》的服装，此外，她还为电影创作了歌曲〈爱丽丝〉，并收录于歌曲原声带《电影原声带：爱丽丝梦游仙境》中。2月，拉维尼出席温哥华2010年冬季奥运会闭幕式。同年，歌手蕾哈娜的第五张录音室专辑《娜喊》中的歌曲〈干杯〉采样自拉维尼的歌曲〈跟随你〉，第二年，这首歌曲作为单曲打单发行，拉维尼也出现在了歌曲的音乐录影带中。2010年12月，美国歌手米蘭達·蔻思葛芙发行了歌曲〈Dancing Crazy〉，歌曲由拉维尼、马克斯·马丁及歇尔贝克共同创作，并由马丁制作。

2008年11月，拉维尼開始在家中的录音室為第四张录音室专辑《再见摇篮曲》录制，专辑曲目的第一首歌《黑色的星》是為她推出的同名香水而寫的推广曲。拉维尼形容這張專輯是不是关于人际关系，而是關於她的个人经历，而随着年龄增长，这张专辑与她之前的专辑相比，流行摇滚元素相对减少。《再见摇篮曲》的发行日期几经推迟，艾薇儿称这是唱片公司有意而为。《再见摇篮曲》发行于2011年3月，首支单曲〈搞啥鬼〉提前于2010年12月发行，在《告示牌》得到11名。《再见摇篮曲》获得了两项朱诺奖年度专辑、年度流行专辑的提名。截至2018年3月，专辑在美国销量超过50万张，获得金唱片认证。

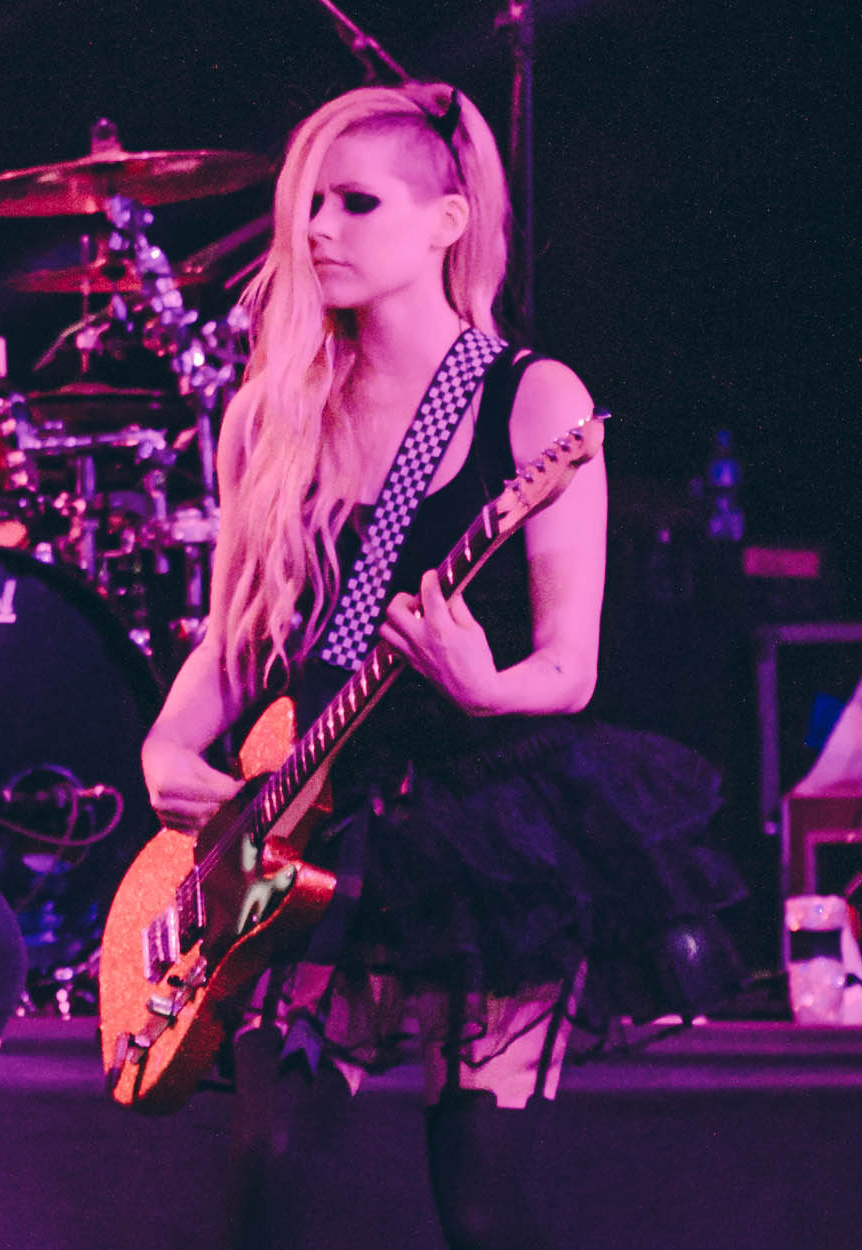
2014年，拉维尼在巴西利亚表演

### 2012年–2015年：《》
在《再见摇篮曲》发行三個月後，拉维尼宣布她已经開始製作她的第五張录音室專輯，并称新專輯將會在音樂上跟《再见摇篮曲》走相反路線，将会“更加流行，更加有趣”。2011年末，她离开RCA唱片，转入由“L.A.”·里德领导的史诗唱片。同期，拉维尼翻唱了两首歌曲，一首是为日本动画《航海王电影：Z》演唱的翻唱自五分钱乐队的〈醒悟〉，另一首歌是翻唱自琼·杰特的〈我行我素〉。
2013年4月，專輯的首支單曲〈拒绝长大〉发行，歌曲由男生爱女生樂隊的马丁·约翰逊製作，單曲在美國《公告牌》百强单曲榜、英國和澳大利亚排行榜中进入了前20位。第二支单曲〈摇滚至上〉行于2013年8月，在《告示牌》得到91名，與其當時的丈夫五分钱乐队的查德·克罗格一同演唱的第三支单曲〈远走高飞〉发行于同年10月。这张专辑以拉维尼本名命名为，发行于2013年11月。在加拿大，这张专辑被認證為金唱片，並獲得了朱諾獎的年度最佳流行專輯的提名。2014年4月，〈凯蒂猫〉作为第四支单曲发行，这首歌的音乐视频因种族主义指控而引发争议，但拉维尼否认了该说法。
2014年年中，拉维尼為后街男孩的大千世界巡回演唱会作开场演出，並赴日本東京参加了SUMMER SONIC音樂節。2015年2月10日，同名专辑中的〈各取所需〉发行了音乐视频，这首歌也在Lifetime的电视电影《保姆的黑皮书》中登场。截至2018年3月，《艾薇儿·拉维尼》在美国销量超过50万张，获得美国唱片业协会的金唱片认证。
2015年4月，拉维尼在《公告牌》的采访中宣布了新单曲〈Fly〉，连同2015年世界夏季特殊奥林匹克运动会的宣传于4月26日发行。

### 2016年–现在：《浴火重生》和《愛是個爛東西》
拉维尼参与演唱了日本乐队ONE OK ROCK发行于2017年1月11日的第八张录音室专辑《Ambitions》中的歌曲〈Listen〉，同年，她与安东尼·格林一同助阵演唱了电音组合Grey的歌曲《Wings Clipped》发行，并收录于乐队发行于2017年9月29日的首张迷你专辑《Chameleon》之中。
2019年2月15日，拉维尼的第六張錄音室專輯《浴火重生》由贝塔斯曼音发行，這張專輯在澳大利亞、奥地利、加拿大、德國、意大利、日本、瑞士和英國進入了榜单前十，並在美國《公告牌》二百强專輯榜上最高排名13名，其包含三首单曲〈浴火重生〉、〈Tell Me It's Over〉和〈Dumb Blonde〉，首支单曲〈浴火重生〉的创作灵感来源于拉维尼自己与莱姆病的抗争经历，第四支单曲〈I Fell In Love With the Devil〉发行于2019年6月28日。为了推广专辑，拉维尼于2019年9月14日开始了浴火重生巡回演唱会，由于2019冠状病毒病疫情的影响，欧洲场次推迟至2022年。
2020年4月24日，拉维尼重新录制了《浴火重生》中的歌曲〈Warrior〉，将其重新命名为〈We Are Warriors〉，并作为单曲发行，该单曲的收入用于支持Project HOPE在2019冠状病毒病疫情中所作出的努力。
2020年5月，在接受《American Songwriter》杂志采访时，拉维尼提到她“想在2021年发行一些音乐，她已经开始着手准备新材料，这可能是她下一张专辑的基础”。2020年12月，拉维尼确认她正在与制作人约翰·费尔德曼、Mod Sun、特拉维斯·巴克和机关枪凯利一起录制新的音乐。2021年1月8日，拉维尼参与演唱了Mod Sun的歌曲〈Flames〉。同月，拉维尼通过社交网络透露2021年上半年将发行新音乐，随后确认专辑的录音工作已经完成。2021年7月16日，薇洛·史密斯在她发行的第四张录音室专辑《Lately I Feel Everything》中收录了拉维尼和特拉维斯·巴克参与演唱的歌曲〈Grow〉，该歌曲的音乐视频发行于同年10月。
2021年9月，拉维尼出席了2021年MTV音樂錄影帶大獎，并在采访中确认10月份将发行新音乐。2021年10月28日，拉维尼在特拉维斯·巴克的现场直播节目《Travis Barker's House of Horrors》中进行了演出。11月3日，拉维尼儿宣布她已经与特拉维斯·巴克的厂牌——DTA唱片公司签约。11月5日，拉维尼宣布她的新单曲名为〈Bite Me〉，于11月10日发行。
在2021年11月3日宣布与巴克的厂牌DTA唱片签约后，拉维尼宣布了她于11月10日发行的新单曲〈Bite Me〉。2022年1月13日，拉维尼宣布她的第七张录音室专辑《愛是個爛東西》。专辑的第二支单曲〈Love It When You Hate Me〉由美国歌手黑熊助阵，于2022年1月14日发行。该专辑随后于2022年2月25日发行，《愛是個爛東西》的商業成績相較於前一張在歐美地區稍顯回升，在美國空降於第九位，英國則排名第三位。《愛是個爛東西》在2022年11月25日發行豪華版，加收三首不插電曲目及三首新歌，包含了與Yungblud合作的〈I'm A Mess〉。
2023年1月31日，鳳凰之子在社群上宣告最新專輯《ILLENIUM》曲目表，同時揭示拉維尼將會在專輯中與特拉維斯·巴克合作獻聲〈Eyes Wide Shut〉，歌曲於同年4月27日隨專輯同步釋出。2023年9月15日，拉維尼與All Time Low發行了合作單曲〈Fake As Hell〉，並於2023年10月5日釋出動畫MV。
2024年1月22日宣布最新巡迴演唱會 Greatest Hits Tour。同年和鄉村歌手Nate Smith在5月合作了單曲〈Bulletproof〉，及9月合作了〈Can You Die From a Broken Heart〉。
2025年4月22日助陣比利·艾鐸新專輯《Dream Into It》中的單曲〈77〉。同年5月9日聯手Simple Plan發行 Greatest Hits Tour 巡演宣傳單曲〈Young & Dumb〉。

## 音樂風格

### 音乐风格与创作
拉维尼的音樂主題包括了女性和青少年自強的信息，她认为“她的歌曲是关于做自己的，无论发生了什么或者人们告诉你你的疯狂梦想不会成真”。对于她的首张专辑《展翅高飞》，艾薇儿更青睐非为主流的歌曲〈失去控制〉，而不是电台热单《超复杂》，她說：“我跟The Matrix錄製歌曲……对我首張的個人專輯来说是挺好的，但我不想再像那样流行了。”在拉维尼的第二张专辑《酷到骨子里》中，每一首歌曲背後都有更深層次的個人主題，她解釋道：“我經歷了很多東西，所以这是我要讲述的……比如男生、約會或人际關係。”从音乐角度来说，这张专辑被认为是她风格最重的专辑，除了展示了民谣和摇滚歌曲外，还有更多的后垃圾摇滚及新金属风格。相反，她的第三张專輯《美丽坏东西》則私人性不强，“在這張專輯我寫的一些歌對我自己來說沒有很多意味，不太关于我的个人经历。”，她寫這張專輯的目的只是單純地“讓它有趣”，她也被称赞有能够将泡泡糖流行音乐与朋克摇滚乐合成为风格的能力。拉维尼的第四张专辑《再见摇篮曲》比她之前的專輯更個人化，她形容這專輯“更精致，更深刻，所有歌曲都非常有感情。”2007年，伊恩·麦凯伦于《克雷·格费格斯深夜秀》中把她定义为“一个朋克女歌手、后垃圾摇滚女武神，當中夾雜著一種受傷的靈魂詩人感覺且是一位好戰且有爆發力的加拿大人”。
大部分评论家及出版物，如《纽约时报》、《滚石》、《新音乐快递》、MusicMight、IGN及《PopMatters》，都把拉维尼的音乐风格定义为另类摇滚、流行摇滚及流行朋克的混合风格，并受到了后垃圾摇滚的影响。
拉维尼否認了她很憤怒，她在訪問中關於媒體對她的曲詞創作缺乏尊重時仍充滿熱誠，她说：「我是一個創作人，我並不會接受別人試圖在我身上取走我的東西。」还補充說了自己從14歲已開始寫「結構完整的歌」。儘管這樣，拉维尼的词曲創作在她的職業生涯中一直備受質疑。创作三人组合The Matrix与拉维尼一起为她的首张专辑创作歌曲，他們宣称是拉维尼單曲〈超复杂〉、〈滑板少年〉及〈跟随你〉 的主要创作者。拉维尼否認這個說法，稱自己是專輯中每首歌的作曲人，說：「（沒有）一首歌曲不是我自己創作的」。
2007年，跟拉维尼一起製作她第二張專輯的香岱兒，指责拉维尼抄襲，並批評了她的词曲創作，「艾薇儿並沒有真正的坐下來自己寫歌，或是任何東西。」拉维尼否認這一點，並考慮採取法律行動，以“明確的誹謗”控告對方。香岱兒後來就此事道歉称：「艾薇儿是一位多才多藝的創作人，我很榮幸跟她一起工作。」不久之後，The Rubinoos樂隊的創始人汤米·邓巴控告了拉维尼、拉维尼的唱片公司以及卢卡什·“卢克博士”·戈特瓦尔德，称拉维尼的歌〈女朋友〉涉嫌抄袭他的歌曲〈I Wanna Be Your Boyfriend〉，卢克博士為拉维尼辯護稱：「我跟艾薇儿一起寫的歌......它們都有一些相同的和弦，就如眨眼182十種不同的歌那樣，那些標準的變化你會在魔数41的歌曲中發現得到。那是性手枪的，不是The Rubinoos的。」2008年1月，該次訴訟在雙方達成保密的和解協議後結束。

### 所受影响
拉维尼早期的影响者主要来自乡村音乐歌手，影响其的包括加斯·布鲁克斯、南方小鸡及仙妮亚·唐恩；以及一些如艾拉妮丝·莫莉塞特、丽萨·勒布、娜塔莉·安博莉亚及珍妮丝·贾普林之类的另类唱作人。当她离开学校专注于音乐事业的时候，艾薇儿在音乐上更受到滑板朋克、流行朋克及朋克摇滚风格的影响，影响其的有眨眼182、后裔乐团、魔数41、NOFX、Pennywise、Dashboard Confessional、绿日乐队、雷蒙斯、蒸馏器乐队及洞穴乐队。同时她也欣赏如玛丽莲·曼森、堕落体制、Incubus和The Used这样的金属乐队；以及如涅槃乐队、不要怀疑、咕咕玩偶、电台司令、酷玩乐队、绿洲乐队、心灵蒙蔽、火柴盒二十之类的另类乐队。
基於這些影響和曲風，以及她的個人風格，媒體常常把她定義在“朋克文化”中，這是她否認的。拉维尼的好友兼結他手埃文·陶本菲德說：「這是對很多人來說是一個需小心處理的話題，但重點是艾薇儿不是朋克，她從來沒有故作這樣。她只是有一些流行龐克音樂，而媒體最後把她定義了。」拉维尼也就此事發表意見，她說，「我被标签為憤怒少女、（一個）叛逆的女孩……以及朋克歌手，而我确实不是那些。」她指出朋克影響她的音樂，她說：「我很喜歡聽許多龐克搖滾音樂，在我的音樂中，你可以留意到朋克有一定的影響力，我喜歡一些進取的音樂，足夠漂亮的流行搖滾，這都是我真正想做的音樂。」

## 个人形象
当拉维尼最初获得公众关注之时，她便以她的假小子风格而被人熟知，特别是她领带配背心的打扮。她喜欢穿宽松的衣服、滑板鞋以及匡威帆布鞋和腕带，有时她还会把鞋带绑在手指上。在摄影期间，她更喜欢穿着“老旧、褶皱的T恤”，而不是“光鲜亮丽的服饰”。媒体称拉维尼为“流行朋克公主”以及女版的眨眼182，以此来形容她的时尚风格和音乐影响。因为其较少商业化的“真实”形象以及不羁的性格，媒体和粉丝视艾薇儿为“反布兰妮”的代表，“我不化妆打扮，我没有被人安排好该说什么、该做什么，所以他们就称我为反布兰妮，但我真不是。”然而，到了2002年11月以后，拉维尼不再打领带，声称她感觉自己就像“一直在穿着制服”。对于她未来的职业规划，拉维尼有意识地专注于她的音乐事业，而不是外在形象，“我只是说，我不想卖弄性感。我觉得那样龌龊且下流，我已经说得够多了。”
拉维尼在开始第二张专辑《酷到骨子里》的新时期时，她的风格变得更加哥特，她将经典的滑板装扮换成了黑色芭蕾舞裙并表现了其忧畏的形象。在《美丽坏东西》时期，拉维尼脱离了她从前的形象，她将头发染成了金色，还留了一小扎头发染成粉色，穿起了像“紧身牛仔裤和高跟鞋”这样的女性化服装，并且开始登上像《时尚芭莎》这样的时尚杂志做模特，拉维尼这样定义她的新风格：“我从来不对任何事物所感到惋惜。你知道的，像领带和背心等等……它们也只能在一定的时间和地点流行，现在我已经成年了，我应该继续往前看。”
拉维尼一直被一个阴谋论所围绕，该阴谋论指出她已于2003年自杀，并被一个先前找好的替身所替代，以此来分散狗仔队的注意力。这起源于某个巴西博客上的一个笑话，但后来一些人却信以为真。

## 影响力

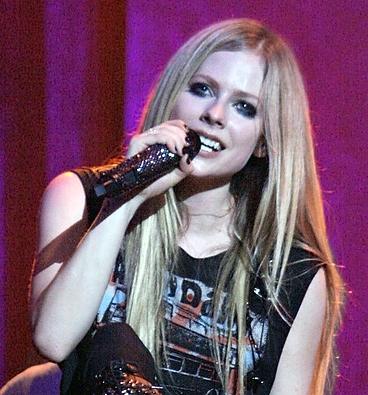
黑色的星巡回演唱会

拉维尼被认为是流行朋克和另类摇滚领域的一个亮点，拉她为由女性主导的受朋克影响的流行音乐的成功推动铺平了道路，如帕拉摩尔乐队、斯凯·威楠、费夫·道布森、Lillix、凯利·奥斯本恩、克莉丝朵·梅儿、Tonight Alive及Hey Monday等艺人或乐队都受其直接影响，由此她被认为是流行朋克及另类流行摇滚音乐方面的亮点。她曾被与20世纪90年代的另类女唱作歌手进行比较，如艾拉妮丝·莫莉塞特、莉茲·菲尔和寇特妮·洛芙，获得了流行朋克音乐最伟大的女性代表的荣誉，同时也是最能代表2000年代摇滚乐的女歌手之一.。艾薇儿也因“朋克滑板”及摇滚风格的形象其被视为一位时尚偶像，歌曲《滑板少年》、《他配不上》和《女朋友》常被评论家们列为所有时间内最棒的流行朋克歌曲之一。
拉维尼影响了众多的音乐人，包括诸如流浪汉邮票、比莉·艾利什、罗伯·哈尔福德（犹大圣徒）、Courage My Love、五秒盛夏、扬布拉德、玛姬·林德曼、Tonight Alive、威洛·史密斯、阿曼达·帕尔默、misono、泽山璃奈、星期一乐团、Grey、艾德·希兰、Kailee Morgue、查莉·XCX、MercyMe、奥利维亚·罗德里戈及柯尔斯汀·马尔多纳多。艾米·斯图特被誉为“英国版的”艾薇儿·拉维尼。拉维尼还对独立摇滚唱作人产生了重大影响，如蒼白浪潮樂隊、格蕾丝、菲比·布里杰斯、Soccer Mommy、Snail Mail及莉茲·菲尔。
在2010年代中后期情绪嘻哈和情绪说唱的崛起中，拉维尼影响了许多该类型的歌手如李尔·乌兹·韦尔、诺基亚公主、劳埃德·班克斯、维克·门萨、尼普西·哈斯勒、约翰·里弗、巴丽宝贝、无名及Rico Nasty。美国说唱歌手胖托尼对于拉维尼对嘻哈和说唱的影响说道“她（艾薇儿）传递了一个集合于一身的很棒的视觉形象（朋克音乐、流行音乐和滑板文化）”，Rico Nasty给自己起的一个别名为陷阱拉维尼，并说道“她是一个集强硬和柔软于一身的完美代表（......）虽然她讨厌朋克标签，但她却是如此充满朋克摇滚风”。
自2007年以来，一个关于拉维尼创作的歌曲《Dolphins》的网络模因持续出现在各大歌词网站上，但她没有创作或录制这首歌。这首歌的歌词出现在几十个歌词网站上，许多乐队也录制了这首歌的翻唱版本，但事实上这首歌拉维尼从未录制过这首歌。拉维尼曾作为非玩家角色出现在2003年的游戏《模拟人生》中。2007年中期，拉维尼的形象进入了丛书漫画《艾薇儿·拉维尼的五个愿望》，她和漫画家卡米拉·达里科和作家约书亚·迪赛尔特合作完成了漫画，漫画描绘了一个叫Hana的女孩在遇见她的英雄拉维尼之后学会克服恐惧的故事。拉维尼对此表示：“我知道我的很多粉丝都在阅读漫画，我很高兴参与创作他们喜欢的故事。”漫画上册发行于2007年4月，下册发行于2007年7月。《青年图书馆服务》杂志给该丛书提名青少年最佳图画图书。

## 奖项与成就
2003年，拉维尼在多伦多以歌曲〈超复杂〉获得了加拿大作曲家、作家和音乐出版社协会颁发的国际成就奖，并在两年内获得了包括最佳新人在内的八项格莱美奖的提名，她也得到了全美音乐奖的三项提名，以及一项全英音乐奖提名、一项MTV音乐录影带大奖奖项。至今她总共获得了各类颁奖的221项奖项及301项提名。截至2013年，拉维尼在全球的单曲销量已超过5,000万、专辑销量已超过4,400万，以超过1,240万的美国唱片业协会认证销量成为美国最畅销的艺人之一。2009年，《公告牌》杂志将艾薇儿列于“2000年代最佳”流行艺人榜单中的第十位，根据美国专辑榜和单曲榜的表现，她被列为十年里最佳成绩表现的第28位。
拉维尼拥有一项吉尼斯世界纪录，2003年1月11日，在她18岁时作为最年轻的女独唱艺人登顶英国专辑榜长达106天，专辑《展翅高飞》在其进入榜单的第十八周登顶。同时，她以2007年单曲《女朋友》的音乐视频成了第一个在YouTube上达到1亿观看次数的人。拉维尼也以其于2008年开展的美丽坏东西巡回演唱会成为了第一个在中国进行完整巡演的西方艺人；同时其被认为是在亚洲影响力最大的西方艺人，特别是在日本，她的前三张专辑已经卖出了100多万张，是2000年代以来唯一的西方女艺人。 拉维尼是唯一一个在三项不同的综合运动会上表演过的艺术家，包括两届冬季奥林匹克运动会的闭幕式（2006年都灵冬奥会及2010年温哥华冬奥会），以及2015年世界夏季特殊奥林匹克运动会的开幕式。

## 其他活动

### 演藝事業
拉维尼對電視和電影的演出有濃厚的興趣，對於参演电视剧和电影的主意，她說是自己的決定。她雖然有多年來製作音樂錄像經驗的優勢，她亦承認唱歌使她克服了對鏡頭的任何恐懼。她還特別提到〈没有人的家〉的音乐视频牽涉最多的「演技」。她的首個電視演出是在2002年的电视剧《少女魔法師》中，她和樂隊在夜總會一起演唱歌曲〈滑板少年〉。後來她又在2004年的電影《走向远方》中客串演出，在MuchMusic音乐录影带奖上演唱《失去控制》後，拉维尼在後台碰見了同片的主角。

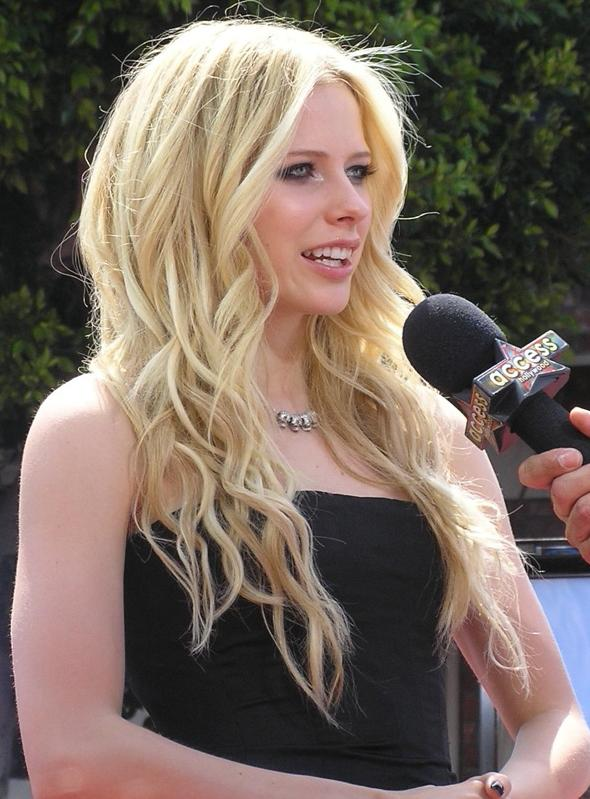
拉维尼出席2006年戛纳电影节

她選擇電影十分謹慎，刻意地選取小角色做起。2005年11月，通過電影選角後，拉维尼到新墨西哥州為2007年電影《尸踪现场》拍攝一個場景。她飾演比阿特丽斯·贝尔，一個嫌疑犯人的女友，并与克萊兒·丹妮絲和李察·基爾一同出演，李察基爾在拍攝期間還給她一些演戲技巧。對於她的角色，拉维尼說：「我這樣做只是為了看看它是怎麼一回事，我不會太快跳（到以演戲為主）。」《尸踪现场》沒有在美國的电影院中上映，它在2007年末前不會在海外市場上發布，所以不會被认为是拉维尼的處女作。電影後來在海外賺得7百万美元票房。
拉维尼首次参与电影是2006年根据同名漫画改编的动画电影《篱笆墙外》，她在影片中为北美负鼠海瑟配音。作为配音演员一般不会和其他演员有互动，拉维尼对此说道：“所有演員都是單獨地進入錄音室，（導演）蒂姆以及（編劇凯瑞）其他导演每次都跟我一起進去，他们讓事情很順利進行，讓我感覺得很舒服……最有趣的部分是可以旁若無人地做这件事。”虽然拉维尼觉得配音的过程很“轻松”与“自然”，但她在配音做手势的过程中还是不停地碰到麦克风，她说：“我得用我的双手做动作，就像拍打麦克风弄出些声音来，所以蒂姆和凯瑞不得不告诉我要固定好它……所以要发出在楼梯上跑或摔下来时的声音，同时又保持身体不动，这是挺难的。”拉维尼认为请她来为海瑟配音是因为她摇滚明星的身份，她说道“（导演）觉得我能给予角色我的性格......以及一些态度”。电影于2006年5月19日上映，创造了3,800万美元的首周末票房，且最後在全球获得了3亿多美元的票房。
2005年12月，拉维尼出演根據小說《快餐帝國：所有美國膳食的黑暗》拍攝的电影《快餐帝國》，电影由理查德·林克莱特執導，追蹤快餐漢堡包回到屠房受到牛糞污染的過程。拉维尼在飾演熱衷于给牛自由的高中生爱丽丝。電影於2006年11月17日上映，并在电影院公映了11個星期，全球票房收入達200万美元。
《快餐帝國》與《篱笆墙外》两部電影都在2006年的戛纳电影节中参展，拉维尼都有出席两部影片活动，她很榮幸能夠出席並对自己的努力感到自豪。當她被問到會否追求她電影生涯時，她說自己希望有自己合适的档期并等待“合適的时机與合适的電影”。她对于她所選擇的角色十分投入，“我很希望從很小的角色中開始學習，我不想一蹴而就。”2006年8月，《加拿大商业》杂志以收入、互联网热度、电视播放和媒体提及为评判标准，在其第二年度的名人权力榜排名中将她列为好莱坞的第七位最知名加拿大演员。

### 个人品牌与代言
2008年6月，拉维尼推出了时装线艾比道恩，并推出了“回到校园”系列。該品牌由美国零售商柯尔百货独家监制，品牌名称以拉维尼儿时昵称“艾比”命名，並由她本人設計。.艾比道恩运用了骷髏骨、斑馬紋及星星的圖案、紫色和“熱粉紅與黑色”配搭的服裝及飾物，柯尔百货将其打造为一個“青少年生活方式品牌”。拉维尼在其服裝及飾物系列推出前，於自己的演唱會上也穿著當中一些服飾上台，指自己不僅是把自己的名字授權到系列中，“事實上我是一名設計師，一切都很合适并且制作精美對我來說是真的很重要，所以我嘗試一切并认可一切。”服裝生產线也融合了艾薇儿的音樂風格與她的歌詞，“在我的第一張專輯發布後，我意識到时尚或多或少牽涉了我的音樂事業”。
她的设计也曾於網絡遊戲《Stardoll》中出現，在其中玩家可以把游戏人物打扮得像拉维尼一样。2009年9月14日，拉维尼把她服装线的最新系列带到了紐約時裝周，2011年再次参加了本时装周。2010年12月，该服装品牌通过其官方网站面向超过50个国家和地区发售，“我觉得能成为设计师、能设计自己喜欢的服装和东西十分有趣，我设计我（不能）发现到的东西。”
2009年3月7日，拉维尼在她的官方網站上發布了她的第一款香水“黯黑之星”，香水由宝洁威望产品生产，包含了粉色芙蓉、黑李子和黑巧克力的香味，2009年夏季於歐洲發行，稍後在美國及加拿大發行。當被問到名字的意思時，拉维尼說：“我想让这个瓶子成为闪耀的星，颜色是粉红色和黑色的，”黯黑之星“像是不同的，就像在人群中伫立并摘下星星；它所表达的就是追随你的梦想，而且可以独一无二，成为你自己。”“黯黑之星”获Cosmetic Executive Women（CEW）组织评选为2010年最佳“女性香气”。2010年7月，在“黯黑之星”之后，花了两年时间调制的第二款香水“禁忌玫瑰”发布，包含了红苹果、葡萄酒、黑胡椒、莲子、天芥菜、贝壳花、果仁糖、檀香和香草的香味，新香水的主题是“敢於發現”，它传达的信息仍然延續了“黯黑之星”的“追隨你的夢想”。香水的廣告背景在是一個哥特式建筑的花園裡，拉维尼在花园里寻找一朵紫色的玫瑰。2011年8月，拉维尼推出了第三款香水“野玫瑰”，並於2010年末拍攝了商業廣告，它的主題是“敢於發現更多”，包含了柑橘、粉红葡萄柚、李子、橙花、素馨、蓝色兰花、麝香、檀香木和焦糖布丁的香味。
2010年1月，拉维尼與迪士尼公司合作，把电影《爱丽丝梦游仙境》的靈感融入她的时装线艾比道恩中，她的設計与柯琳·艾特伍为電影设计的服饰在5月至9月期间一同展出于加利福尼亚州的时装设计与销售学院。

### 慈善事业

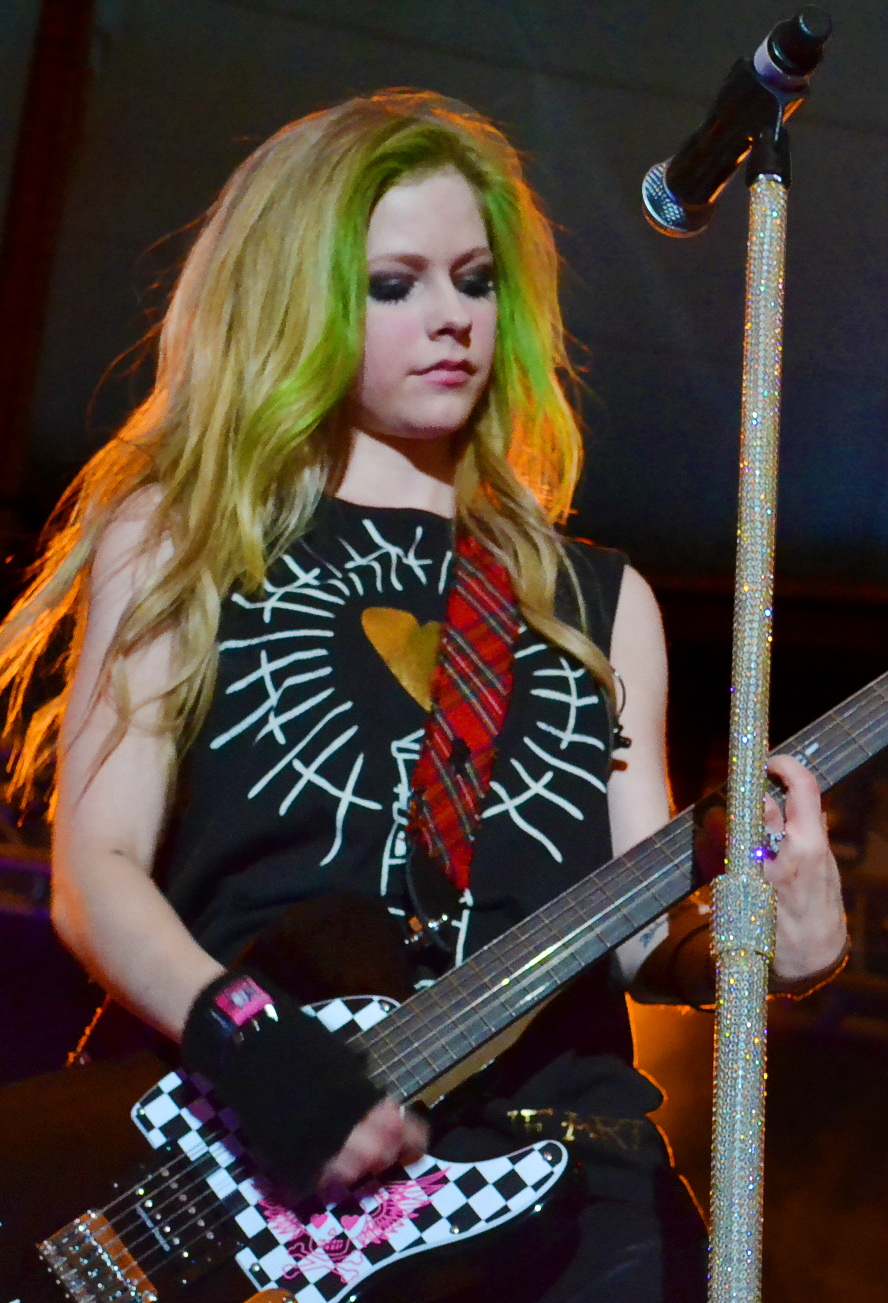
2011年，艾薇儿在演出

拉维尼与许多组织一同多次参与了慈善工作，包括Make Some Noise, Amnesty International、与多发性硬化赛跑、AmericanCPR.org、特殊奥林匹克运动会、Camp Will-a-Way、Music Clearing Minefields、美国支持缅甸运动、许愿基金会和战火儿童。拉维尼还与YouthAIDS一起出现在ALDO广告中，以筹集资金向全世界的人们宣传教育艾滋病毒与艾滋病，她于2007年11月28日在加拿大魁北克省蒙特利尔的贝尔中心参加了由ALDO赞助的支持联合国儿童基金会的“联合防治艾滋病”音乐会。2010年11月，拉维尼出席了克林顿全球会谈。
拉维尼曾与非营利性环保组织Reverb合作，在2005年的东海岸巡演中宣传该组织。她曾为战火儿童的音乐合集《Peace Songs》翻唱了歌曲《敲开天堂之门》；为2007年6月12日发行的音乐合集《Instant Karma: The Amnesty International Campaign to Save Darfur》翻唱了约翰·列侬的歌曲《想象》，该专辑旨在帮助国际特赦组织呼吁缓和达尔富尔危机的运动。
2009年12月5日，拉维尼在拉丁美洲最大的慈善活动“Teleton”期间登上墨西哥城舞台，她与埃文·陶本菲德和乐队成员吉姆·麦戈曼一同表演了她的大热单曲《超复杂》和《女朋友》的不插电版本。2010年，艾薇儿作为其中之一的艺人，为翻唱柯南的歌曲《Wavin' Flag》献声，这首歌曲意在为帮助几个相关的慈善组织筹集善款用于2010年海地地震。
2010年9月14日，拉维尼宣布了她设立的慈善机构艾薇儿·拉维尼基金会，该基金会与领先的慈善组织合作，旨在帮助患有严重疾病和残疾的年轻人。该基金会与Easterseals、许愿基金会以及Erase MS达成伙伴关系，拉维尼曾与后两个组织有过合作，她与许愿基金会的合作来源于她自己慈善事业，她表示“我真的想做更多的（慈善工作）”。拉维尼在基金会的网站上写道：“我一直在寻求回馈社会的方式，因为我认为这是我们共同的责任。”慈善家特雷弗·尼尔森的12人公司Global Philanthropy Group为拉维尼等名人及其名下的慈善组织提供建议和指导，包括歌手约翰·传奇。
2014年9月，她以庆祝生日之名为特奥会启动了个人筹款活动，随后她在“Team Rockstar”活动中的收益赞助了来自世界各地的运动员参加2015年洛杉矶世界夏季特殊奥林匹克运动会。根据《Ability》杂志对拉维尼的采访，一些运动员在加拿大参与拍摄了歌曲《Fly》的音乐视频。

### 政治观点
在2003年4月获得她的第四个朱诺奖后，在提到伊拉克战争时，拉维尼称：“我不相信战争是解决问题的一种方式。我认为它是错误的……我对（美国总统乔治）布什没有那么大的敬意”。她还说，她为当时的加拿大总理让·克雷蒂安将加拿大排除在战争之外而感到“非常自豪”。

## 个人生活

### 纹身

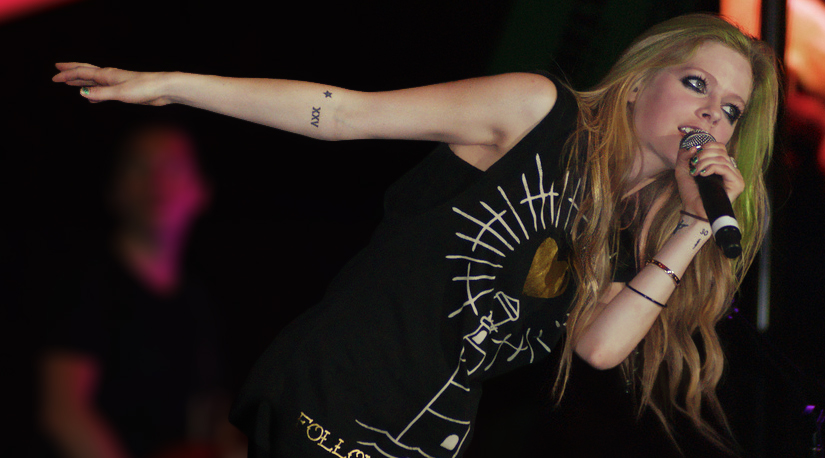
艾薇儿的右手上纹着罗马数字“XXV”和星形图案，左手上纹着数字“30”、闪电和星形图案

拉维尼身上的纹身有些是她自己独有的，有些是与她的朋友一起纹的相配的。拉维尼的左手腕内侧有一颗星星纹身，这是与朋友和音乐伙伴本·穆迪同时纹的同一个纹身。2004年末，她在右手腕代表她当时的男朋友德里克·惠布利的字母“D”纹身旁纹了一个细小的粉色心形。2010年3月，为了庆祝前夫德里克·惠布利的生日，拉维尼与他纹了相匹配的纹身。2010年4月，拉维尼在纹了数字“30”和闪电图案。然而，在2010年5月，她对纹身的热爱引起了媒体的注意，先前她与布罗迪·詹纳在他们各自的肋骨上纹上了单词“fuck”。拉维尼登上了杂志《Inked》的6月/7月刊的封面故事，在杂志上谈论并展示了她的纹身，包括左前臂上的“Abbey Dawn”字样和右手上的“XXV”和星形图案。在杂志照片拍摄过后，她回复称她身上的确有单词“fuck”（称其为“最爱的单词”）的纹身，同时她补充道，她最终想要一个“超级大的爱心和一个带着名字的旗帜（的纹身）......我要等上一段时间来确保我是真的想要这个纹身，我必须要等到某个特别的人来进入我生活。”2010年7月，拉维尼在右胸上纹上了当时男朋友的名字“Brody”，但这对情侣在2012年1月宣布了分手。2018年，拉维尼与当时的男友菲利普·萨罗菲姆纹了一个传统的心形纹身。

### 法国公民
拉维尼自出生以来就拥有合法的法国身份，她的父亲是法国人，法国遵循血统主义。她曾申请过法国护照，并于2011年2月收到。2012年1月，拉维尼卖掉了她在贝沙湾的房子，搬到了法国巴黎学习法语，她租了一间公寓并且参加了贝立兹学校。随后她在法国南部举行了她的第二次婚礼。

### 個人情感关系
拉维尼17岁时认识了魔数41的主唱兼旋律吉他手德里克·惠布利，並於19歲時開始跟他約會。2005年6月，惠布利向拉维尼求婚，这对情侣于2006年7月15日在加利佛尼亚州蒙特西托结为夫妻。2009年10月9日，拉维尼提出离婚并发表了一份声明：“我很感激我们在一起共度的时光，我很感激并祝福我们之间仍存的友谊。”二人的離婚申請已於2010年11月16日批准。2010年2月，拉维尼开始与真人秀《比佛利拜金女》中的布罗迪·詹纳交往，差不多两年后的2012年1月，这对情侣已分手。
2012年7月，拉维尼开始与加拿大摇滚乐队五分钱乐队的主唱查德·克罗格交往，这段关系开始与2012年3月二人為拉维尼的第五張專輯创作和录制而一起合作。在二人交往一个月后，2012年8月，拉维尼和克罗格宣布订婚。2013年7月1日（加拿大日），在这对情侣交往一年后，二人在位于法国南部地中海沿岸重建的中世纪的城堡举行婚礼， 随后在意大利菲诺港度蜜月。2015年9月2日，拉维尼在其Instagram账号上宣布了她将与克罗格离婚。
截至2021年，目前與美國饒舌歌手德里克·史密斯交往。
拉维尼于2018年开始与亿万富翁菲利普·萨罗菲姆（Phillip Sarofim）约会，但他们在2019年分手了。据《人物》报道，她于2020年开始与音乐人皮特·乔纳斯（Pete Jonas）约会。后来，她在2021年3月左右开始与Mod Sun约会。2022年4月，拉维尼通过她的社交媒体账号宣布他们已经订婚。2023年2月拉維尼宣布與Mod Sun分手。

### 健康问题
2015年4月，拉维尼向《人物》杂志透露她被确诊患上了莱姆病，同月在与《公告牌》杂志的一篇访谈中她声称自己正在康复的过程中，并表明希望提高人们对莱姆病的防护意识。
拉维尼如今是素食主义者。

## 幕後乐队
| 现任成员 - 史蒂夫·费拉佐 – 键盘、背景和声、音乐总监（2007年–至今） - 大卫·伊默尔曼 – 节奏吉他、背景和声（2013年–至今） - 马特·赖利 – 电贝斯、背景和声（2019年–至今） - 克里斯·里夫 – 鼓、打击乐器（2019年–至今） - 卡梅伦·赫尔利 – 主音吉他、背景和声（2022年–至今） | 前任成员 - 马特·布兰 – 鼓、打击乐器（2002年–2007年） - 杰西·科尔本 – 旋律吉他（2002年–2004年） - 马克·斯科鲁克 – 电贝斯、背景和声（2002年） - 埃文·陶本菲德 – 主音吉他、背景和声（2002年–2004年） - 查尔斯·莫尼兹 – 电贝斯（2002年–2007年） - 德文·布朗森 – 主音吉他、背景和声（2004年–2008年） - 克雷格·伍德 – 旋律吉他、背景和声（2004年–2007年） - 吉姆·麦戈曼 – 旋律吉他、背景和声（2007年–2013年） - 阿尔·布里 – 电贝斯、背景和声 （2007年–2019年） - 史蒂夫·菲克特 – 主音吉他、背景和声（2008年–2013年） - 罗德尼·霍华德 – 鼓、打击乐器（2007年–2019年） - 丹·埃利斯 – 主音吉他、背景和声（2013年–2022年） |

## 影视作品
| 年份   | 片名                | 角色          | 备注                       |
| ------ | ------------------- | ------------- | -------------------------- |
| 2002年 | 《小女巫萨布琳娜》  | 本人          | 友情客串；表演《滑板少年》 |
| 2003年 | 《周六夜现场》      | 本人          | 第28季第9集                |
| 2004年 | 《走向远方》        | 本人          | 友情客串；表演《失去控制》 |
| 2004年 | 《周六夜现场》      | 本人          | 第29季第19集               |
| 2006年 | 《快餐帝国》        | 爱丽丝        |                            |
| 2006年 | 《篱笆墙外》        | 海瑟          | 配音                       |
| 2007年 | 《尸踪现场》        | 阿特丽斯·贝尔 |                            |
| 2010年 | 《美国偶像》        | 本人          | 嘉宾导师（洛杉矶海选）     |
| 2011年 | 《Majors & Minors》 | 本人          | 作客导师                   |
| 2018年 | 《白马王子》        | 白雪公主      | 配音                       |

## 音樂作品
- 《展翅高飞》（2002年）
- 《酷到骨子裡》（2004年）
- 《美丽坏东西》（2007年）
- 《再見搖籃曲》（2011年）
- （2013年）
- 《浴火重生》（2019年）
- 《愛是個爛東西》（2022年）

## 巡迴演唱會
| 巡迴演唱會 - 让我闭嘴巡迴演唱会（2002年-2003年） - 酷到骨子里巡迴演唱会（2004年-2005年） - 美丽坏东西世界巡迴演唱会（2008年） - 黯黑之星巡迴演唱会（2011年-2012年） - 艾薇儿·拉维尼巡迴演唱会（2013年-2014年） - 浴火重生巡迴演唱会（2019年-2020年） - 愛情是個爛東西巡迴演唱會（2022年-2023年） - Greatest Hits 巡迴演唱會（2024年） | 宣传巡回演出 - 惊喜现场巡回演出（2004年） - 美丽坏东西宣传巡回演出（2007年） |